# Your life is calling
Your life is calling, met bijnamen Vuisten of De handjes, is een kunstwerk in Amsterdam-Zuid. 
Het is een beeldengroep van uit de grond rijzende gebalde vuisten van gewapend beton. Het formaat is 2 bij 2 bij 1,8 meter; het gewicht ruim 5000 kilo. De kunstenaars Paul Pieck en Benno Réwinkel hebben het zelf gemaakt in hun atelier aan de Admiraal de Ruyterweg. Ze protesteerden met deze verzameling tegen de vercommercialisering van de musea aan het Museumplein. Daar was in 1990 een Van Gogh-tentoonstelling in het Van Goghmuseum bezig (het Vincent van Gogh-jaar); de kunstenaars noemden het frietkraamkermis. De beeldengroep stond er in eens; er was geen opdrachtgever of eerder bericht; de kunstenaars hebben het kunstwerk zelf laten ingraven op het Museumplein. Een opmerkelijk detail daarbij is dat de kunstenaars gewoon hun gang konden gaan, ondanks dat er strikte veiligheidsmaatregelen rondom het plein golden. Men dacht dat het bij het evenement hoorde. 
Dat plein, ook wel de kortste snelweg van Nederland genoemd, ging rond 1998 op de schop. Het beeld verdween voor even in de opslag van de gemeente. De kunstenaars tekenden (opnieuw) protest aan; het was de bedoeling dat het beeld zichtbaar zou blijven. In eerste instantie werd gekeken of het op het Roelof Hartplein herplaatst kon worden. Dat bleek niet haalbaar. De kunstenaars namen vervolgens contact op met de Stichting/Vereniging Vrienden van het Beatrixpark. Zij zagen de adoptie van het beeld wel zitten. De stichting/vereniging wilde het beeld gebruiken als protest tegen (weer) een afslag van de Rijksweg 10, die een deel van het park zou afsnoepen. In september 2007 raakte de beeldengroep zwaar beschadigd, maar restauratie bleek mogelijk.
Pieck en Rewinkel bleven protesteren. Een half jaar later volgde een protest tegen Holland Casino aan het Max Euweplein; de vorm was dit maal een kogelvrij glazen kubus met daarin een wapperend briefje van honderd gulden. Weer een half jaar later werden ze op het Sint-Pietersplein in Vaticaanstad opgepakt, omdat ze aldaar een kunstwerk wilden plaatsen in de vorm van een betonnen sokkel met daarop een houten kruis met weer daarop een bloedend runderhart, bevestigd door goudkleurige spiezen; dat alles onder de titel Deo Volente.